# Degener Opel Museum
Das Degener Opel-Museum ist eine Ausstellung von Opel-Fahrzeugen auf dem Truppenübungsplatz Vogelsang nahe Schleiden, Kreis Euskirchen, Nordrhein-Westfalen.

## Beschreibung
Begründet wurde es von den Brüdern Martin und Josef Degener, die 2019 den Malakoff-Komplex mit 12.000 m² erwarben. Die Sammlung besteht aus 250 Fahrzeugen, vor allem Opel-Modellen der 1940er und 1950er Jahre. Die Genehmigung für die Eröffnung des Museums stand 2024 noch aus, da Probleme mit dem Brandschutz bestehen. Das Museum ist dennoch nach Voranmeldung zu besichtigen.
Martin Degener starb am 13. September 2024.